# Die zwei Dichter und die schöne Frau
Die zwei Dichter und die schöne Frau, auch: Di'bil al-Chuza'i, die Frau und Muslim ibn al-Walid ist eine Satire aus den Geschichten aus Tausendundeiner Nacht. In der Arabian Nights Encyclopedia wird sie als ANE 141 gelistet. Als der Dichter al-Chuza'i sich mit einer schönen Frau vergnügen will, kommt es anders als geplant.

## Handlung
Der Dichter Di'bil al-Chuza'i saß einst am Tor des Bagdader Stadtteils al-Karch, als eine schöne junge Frau vorbeikam, die ihn fast um den Verstand brachte. Als er Liebesverse für sie dichtete, erwiderte sie dies und nach einem kurzen Dichtdialog begann er ihre Hände zu küssen. Anschließend ging er in Begleitung von ihr davon zu seinem Freund Muslim ibn al-Walid, der ein schönes Haus hatte. Im Haus erfuhren sie, dass al-Walid aber kein Geld und keine Speisen mehr im Haus hatte. Da schickte dieser al-Chuza'i mit einem Tuch auf dem Markt, um es dort zu verkaufen und mit dem Erlös Speisen und Getränke zu kaufen, während er selbst mit der jungen Frau zurückblieb. Al-Chuza'i tat wie geheißen und kehrte bald mit den Gütern zurück, musste jedoch feststellen, dass sich al-Walid mit der Frau in ein kühles Erdgemach zurückgezogen hatte. Als er ankam, nahm al-Walid die Güter entgegen und ließ den wütenden al-Chuza'i stehen und widmete sich der jungen Frau, die al-Chuza'i nie mehr wiedersah.

## Hintergrund
Die Figuren des Di'bil al-Chuza'i und Muslim ibn al-Walid sind reale historische Figuren. Al-Chuza'i war ein Dichter aus Kufa, der zu Anfang des 9. Jahrhunderts in Bagdad am Hof der Abbasiden-Kalifen lebte. Auch Muslim ibn al-Walid war ein Dichter aus Kufa, der in Bagdad wirkte.
Die Geschichte findet sich in den Editionen Bulaq I, der Breslauer Ausgabe und Kalkutta-II. Auf Kalkutta II  griffen Richard Francis Burton und Enno Littmann für ihre Übersetzungen zurück.

## Ausgaben
- Richard Francis Burton: Arabian Nights, Burton Club, 1900 (Erstausgabe 1885–1888), Band 5, S. 127–129.
- Enno Littmann: Die Erzählungen aus den tausendundein Nächten, Insel Verlag, Frankfurt 1968 (Erstausgabe 1922–1928), Band 3, S. 547–550.